# São Salvador do Campo
São Salvador do Campo is een plaats (freguesia) in de Portugese gemeente Santo Tirso en telt 1134 inwoners (2001).